# Парадокс пари
Парадокс пари (Парадокс галстуков) — известный парадокс, похожий на задачу о двух конвертах, также демонстрирующий особенности субъективного восприятия теории вероятностей.
Суть парадокса: двое мужчин дарят друг другу на Рождество галстуки, купленные их жёнами. За напитками они начинают спорить, у кого галстук дешевле. Они приходят к тому, чтобы заключить пари — они будут консультироваться со своими жёнами и выяснят, какой галстук дороже. Условия пари в том, что человек с более дорогим галстуком должен отдать его проигравшему как утешительный приз.
Первый человек рассуждает следующим образом:
«Победа и поражения одинаково вероятны. Если я выиграю, я потеряю стоимость моего галстука. Но если я проиграю, то я выиграю больше, чем стоимость моего галстука. Поэтому шансы в мою пользу».
Второй человек считает условия пари точно такими же, и, как ни парадоксально, кажется, оба мужчины имеют преимущество в этом пари. Это, очевидно, не представляется возможным.
Парадокс разрешается после более тщательного рассмотрения, что теряет проигравший участник и что приобретает выигравший.
Если предположить для простоты, что возможная цена галстука $20 или $30 и шансы получить дешёвый или дорогой равны, тогда получается четыре возможных исхода:
| Стоимость галстука первого игрока | Стоимость галстука второго игрока | Потеря/Выигрыш первого игрока |
| --------------------------------- | --------------------------------- | ----------------------------- |
| 20 $                              | 20 $                              | 0                             |
| 20 $                              | 30 $                              | выиг. 30 $                    |
| 30 $                              | 20 $                              | проиг. 30 $                   |
| 30 $                              | 30 $                              | 0                             |

Из таблицы видно, что первый человек имеет шанс 50 % на нейтральный результат (стоимость их галстуков одинакова), шанс 25 % выиграть галстук за 30 $ и, соответственно, шанс 25 % этот галстук стоимостью 30 $ проиграть.
Касательно сценариев выигрыша и проигрыша — если человек теряет 30 $, это правда. Если он получает 30 $, также правдой является факт, что он получил больше, чем стоимость его галстука. Шанс выигрыша и проигрыша одинаков, и то, что мы называем «стоимостью галстука» в сценарии проигрыша, — то же самое, что и «стоимость галстука» в ситуации выигрыша.
Соответственно, ни один игрок не имеет преимущества.
В целом, ошибка кроется вот в чём:
когда первый игрок представляет тот исход пари, когда его галстук окажется менее ценным, он должен понизить свои ожидания, как в ситуации, когда он не обладает никакой дополнительной информацией.
В ситуации, когда первый игрок принимает пари, он ведёт себя так, словно его галстук стоит столько же, даже в ситуациях, когда он стоит меньше, или больше, чем галстук другого игрока. Разумеется, цена, уплаченная за галстук его женой, постоянна, и не меняется от итогов пари, когда может выясниться, что какой-то из галстуков стоит больше. Эта цена, какой бы она ни была, ему не известна. Это лишь его убеждения о цене, которые отличаются от тех убеждений, которые у него будут после дополнительной информации. А своё решение о том, принимать или не принимать ставку, игрок должен принимать исходя из первоначального представления о ценах.
Дополнительные условия: если цены на галстуки могут быть сколь угодно большими, то даже знание цены собственного галстука ничего не меняет. Однако же, если один игрок точно знает то, что ни один галстук не может стоить больше, например, 100 $, то, зная какой из них стоит больше, он может определить математическое ожидание ценности обоих галстуков (один возрастает, другой убывает).
Решение парадокса
На самом деле вышеприведённые рассуждения имеют слабое отношение к разрешению парадокса.
С точки зрения теории вероятностей в исходном рассуждении имеется грубая ошибка, которая заключается в неверности исходной посылки игроков «победа и поражения одинаково вероятны». Более того, вообще не имеет смысла говорить о вероятностях, пока не введено какое-либо вероятностное распределение.
Чтобы иметь возможность говорить о вероятности победы, необходимо предварительно ввести распределение цен галстуков. Иными словами, нужно для любого натурального n = 1, 2, … ввести число Pn, равное вероятности того, что у игрока окажется галстук стоимостью n центов. При этом сумма всех чисел P1 + P2 + P3 + … = 1.
Тогда если у вас имеется галстук стоимостью m, то вероятность того, что у противника галстук дешевле, равна P1 + P2 + … + P(m−1), а вероятность того, что у противника галстук дороже, равна P(m+1) + P(m+2) + P(m+3) + …
Утверждение «победа и поражения одинаково вероятны» означает, что эти суммы должны быть равны.
Однако очевидно, что эти суммы не могут быть равны одновременно для любого m, как бы мы ни подбирали числа Pn.
Поэтому неверна исходная посылка о равной вероятности победы и поражения, и парадокс пропадает.
Пример. Ваш галстук стоит минимальную цену (1 цент). Тогда ваш галстук не может оказаться дороже, и вы всегда выиграете, за исключением случая, когда у противника галстук стоит тот же 1 цент. Это означает, что победа и поражение могут быть равновероятны (причём имеют вероятность 0) только в тривиальном случае, когда P1 = 1, а P2 = P3 = … = 0, то есть все галстуки в мире стоят 1 цент, и в пари всегда будет ничья. Но никакого парадокса в этом случае нет.
Аналогично можно рассмотреть случай любой иной суммы.

## Критика
Парадокс существует из-за неопределенности исходных условий. Если муж определяет роль жены как спонсора, то парадокс не является таковым, так как в нём отсутствует состав парадоксальности. Условие задачи имеет два ключевых аспекта: 1) оба игрока утверждают, что вероятность выигрыша одинакова; 2) оба игрока считают, что имеют преимущество в этом пари. Оба утверждения верны. Для беглого понимания правильности второго утверждения стоит лишь смоделировать ситуацию с одинаковой ценой галстуков, а вместо критерия победы взять любой другой случайный фактор, например, подбрасывание монетки. Это будет как раз тот случай, когда игроки будут абсолютно одинаково уверенны в выборе, заключать пари или нет.
Если рассмотреть задачу более основательно, то стоит упростить некоторые элементы. В задаче не делается акцент на цене и её свойствах (диапазон, градация, ассортимент), поэтому, исходя из того, что количество более высоких цен равно количеству более низких, сократим бесконечное множество значений до двух. Пусть для дешёвого и дорогого галстуков это будут Х и Х+t (долларов) соответственно, где Х — базовая составляющая цены галстука, t — добавочная стоимость более дорогого галстука. Сам процесс выяснения цены тоже можно упростить до розыгрыша, где оба игрока в начале делают ставки в размере X, дальше идёт розыгрыш, в котором t случайно присваивается одному из игроков. Для удобства вычисления, допустим t→0, таким образом не влияя на размер суммы выигрыша игроков, но определяя сам выигрыш, как в условии задачи.
Теперь можно приступить к расчетам. Каждый игрок равновероятно может получить сумму t. В случае её получения он теряет сумму X, иначе — он получает сумму X+t. Задача принимает вид оценки риска. Рискуя суммой X можно получить 2X+t дохода, при этом прибыль с учётом риска составит Pr = доход — ставка — ущерб = 2X+t-X-Х = t. Рентабельность такой сделки составит R = прибыль/ставка*100 % = t/X*100 %, если учесть, что t→0, то нижний предел R → 0 % (игрок остается при своих), в то время, как верхний предел стремится в бесконечность (если t>0). Хорошей нормой рентабельности, не углубляясь в отрасли, считается 20 %. Как видим это предприятие более, чем выгодно.
Пример: есть две цены на галстук: 40 и 60 долларов. Значит X = 40, X+t = 60, t = 60-40 = 20. Pr = 20, R = 20/40)*100 % = 50 %.
Откуда же берутся лишние деньги? Можно предположить существование скрытого спонсора. Так и есть — жены игроков ими и являются, каждый раз покупая галстуки, а в нашем случае, спонсируя той самой надбавкой t, которой изначально у игроков нет.
В случае, когда жена является лишь объяснением случайности, а муж платит за галстук своими кровными, то речь идет о неполном определении пространства вероятностей. Допустим M - пространство всех возможных событий, тогда Р(M) = 1. Игрок считает, что М состоит из M1 - он выигрывает дорогой галстук и M2 - он проигрывает дешевый галстук. В то время как из условия видно, что вероятность Р = 0,5 относится только к выигрышу и проигрышу без дополнительных условий. Это означает, что необходимо переопределить вероятностное пространство. Таким образом существует ещё событие M3 - игрок проигрывает дорогой галстук и M4 - игрок выигрывает дешевый галстук. Все события равновероятны. То есть Р(M1) = Р(M2) = Р(M3) = Р(M4) = 1/4. Можно привести вероятностное пространство более строго: событие А - выигрыш, неА - проигрыш ("не" вместо надстрочного прочерка, означающего противоположность), В - дорогой галстук, неВ - дешевый галстук. P(A) = P(неА) = 0,5, Р(В) = Р(неВ) = 0,5. Получается, что вероятность события M1 есть не что иное, как условная вероятность P(M1) = Р(A|B) = P(AB)/P(B) = 0,25/0,5 = 0,5, а Р(М2) = Р(неА|неВ) = P(неАнеB)/P(неB) = 0,25/0,5 = 0,5. В этом и заключался подвох, но данные условные вероятности не описывают полного вероятностного пространства.